# Allan Simonsen (autocoureur)

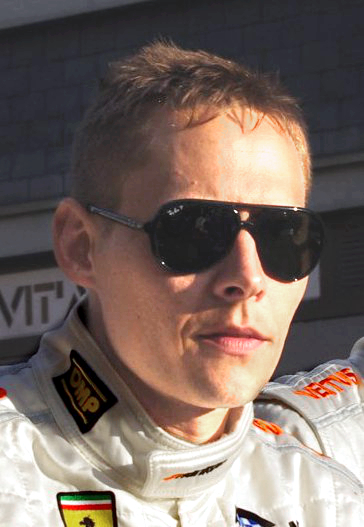
Allan Simonsen in 2011

Allan Simonsen (Odense, 5 juli 1978 – Le Mans, 22 juni 2013) was een Deens autocoureur.
Hij overleed ten gevolge van een zware crash tijdens de derde ronde van de 24 uur van Le Mans in 2013, 13 dagen voor zijn 35e verjaardag.
De race was amper 10 minuten aan de gang toen het ongeluk gebeurde, Simonsen nam deel in een Aston Martin.
Na de wedstrijd droeg diens landgenoot Tom Kristensen zijn overwinning op aan Simonsen.